# The Forest Quartet
The Forest Quartet est un jeu vidéo indépendant de réflexion sorti le 8 décembre 2022 sur les plateformes Windows, PlayStation 4 et PlayStation 5. Il est développé par le studio danois Mads & Friends et publié par l'éditeur Bedtime Digital Games.
Le jeu traite des vertus thérapeutiques de la musique en présentant une intrigue tournée autour du jazz et du deuil. Le joueur interprète l'esprit errant d'un membre décédé du quatuor éponyme, qui observe les trois musiciens restants et leurs réactions à sa disparition.

## Description
The Forest Quartet est une œuvre mélangeant jazz et deuil, explorant les vertus thérapeutiques de la musique. Le quatuor dont il est question dans le titre est réduit à un trio : depuis le décès de la chanteuse qui les accompagnait, Nina, les trois musiciens de jazz restants font leur deuil d'une manière à chacun différente. Le joueur interprète l'esprit errant de Nina, qui rend visite aux trois musiciens. Ces rencontres s'étalent sur trois actes narratifs, correspondant chacun à un musicien et à un instrument : d'abord le piano, puis la contrebasse et enfin les tambours.

## Commercialisation
The Forest Quartet le 8 décembre 2022 sur les plateformes Windows, PlayStation 4 et PlayStation 5. Il est développé par le studio danois Mads & Friends, dont le directeur de jeu  est Mads Vadsholt, et publié par l'éditeur Bedtime Digital Games. Vadsholt commence à réfléchir au jeu en 2016, mais il lui faut sept années pour l'achever.
En septembre 2023, il est distribué gratuitement sur la boutique de jeux vidéo dématérialisés Epic Games Store.

## Distinction
En mars 2023, The Forest Quartet reçoit le prix d'excellence sonore à l'Independent Games Festival. Ce festival, qui se produit en parallèle de la Game Developers Conference de San Francisco, est généralement reconnu comme le plus prestigieux qui soit pour un jeu indépendant. Les jeux indépendants à thème musical ont cette année-là la cote auprès du jury, puisque le Grand Prix Seumas McNally est attribué à Betrayal at Club Low, un jeu de rôle situé dans une discothèque et faisant la part belle au jazz.
The Forest Quartet est également nommé en avril 2023 aux Nordic Game Awards dans les catégories artistique et sonore. Il est aussi sélectionné pour concourir en mai 2023 au festival d'art ludique et d'art et d'essai A Maze, à Berlin, sans y remporter de prix.